# Pervagor
Pervagor es un género de peces de la familia Monacanthidae, del orden Tetraodontiformes. Este género marino fue descrito científicamente en 1930 por Gilbert Percy Whitley.

## Especies
Especies reconocidas del género:
- Pervagor alternans (J. D. Ogilby, 1899)
- Pervagor aspricaudus (Hollard, 1854)
- Pervagor janthinosoma (Bleeker, 1854)
- Pervagor marginalis Hutchins, 1986
- Pervagor melanocephalus (Bleeker, 1853)
- Pervagor nigrolineatus (Herre, 1927)
- Pervagor randalli Hutchins, 1986
- Pervagor spilosoma (Lay & E. T. Bennett, 1839)